# Christine Freitag
Christine Freitag (* 4. Dezember 1964) ist eine deutsche Erziehungswissenschaftlerin und Professorin für historisch-systematische und Vergleichende Erziehungswissenschaft an der Universität Paderborn.

## Werdegang
Sie studierte an den Universitäten Münster und Osnabrück ab 1985 die Fächer Englisch und katholische Religion für das Lehramt an Gymnasien. Von 1987 bis 1988 arbeitete sie als Lehrassistentin und Lektorin in Derby (England) und setzte anschließend ihr Studium an der Universität Osnabrück fort. In der interdisziplinären Arbeitsgruppe „Internationale Forschung in der Lehrerbildung“ beschäftigte sie sich ab 1990 mit Fragen der Schulentwicklung und Lehrerbildung in verschiedenen Ländern Asiens, Afrikas und Lateinamerikas und wirkte in diversen Forschungs- und Entwicklungsprojekten zu diesem Thema mit.
1994 wurde sie mit einer Dissertation über Schule und Bildungshilfe in den Konzeptionen katholischer Missionsgesellschaften, betreut von Konrad Hartong, an der Universität Osnabrück promoviert. Hierin entwickelt sie am Beispiel der Bildungskonzeptionen und Bildungspraxis katholischer Missionsgesellschaften mit Hilfe eines interdisziplinären Ansatzes einer historischen und interkulturell-vergleichenden Bildungsforschung Kategorien für eine Theorie der Bildungshilfe.
Sie legte 1997 das Zweite Staatsexamen ab. Danach folgten Tätigkeiten als Wissenschaftliche Assistentin und Oberassistentin an der Universität Osnabrück, bis sie 2007 auf eine Professur mit dem Schwerpunkt Pädagogik und Didaktik der Sekundarstufe an der Universität Bremen berufen wurde. 2004 wurde sie mit der Schrift Vermittlung – Eine zentrale, aber vernachlässigte Kategorie professionellen Handelns in der internationalen Zusammenarbeit habilitiert. In Bremen forschte und lehrte sie drei Semester, bevor sie zum Wintersemester 2008/09 den Ruf an die Universität Paderborn annahm.

## Forschungsschwerpunkte
Christine Freitag etablierte sich insbesondere auf dem Gebiet der international vergleichenden Schul- und Bildungsforschung sowie der erziehungswissenschaftlichen Friedens- und Konfliktforschung. Hier beschäftigt sie sich unter anderem im Rahmen eines interdisziplinären Forschungsvorhabens zur Bedeutung von Religion in schulischen Zusammenhängen mit dem Zusammenhang von Bildung und Religion und dem daraus entstehenden Konfliktpotenzial. Weitere Schwerpunkte sind Schulentwicklungsprozesse im regionalen Kontext vor dem Hintergrund globaler Trends, Professions- und Professionalisierungsforschung, der Zusammenhang von Bildung und Menschrechten sowie die Evaluationsforschung und Curriculumentwicklung für die Ausbildung von Fachkräften für den Zivilen Friedensdienst.

## Lehre
Inhaltliche und wiederkehrende Schwerpunkte ihrer Lehrveranstaltungen sind vor allem Grundlagen von Erziehung und Bildung, Kolonial- und Missionspädagogik, Erziehungs- und Bildungsgeschichte (auch: Schulgeschichte / Geschichte des Gymnasiums), Bildung und Erziehung im internationalen Vergleich und Konflikte in der Schule. Ihre Ansprechpartner finden Christine Freitags Seminare und Vorlesungen vorwiegend in den Lehramtsstudiengängen, aber auch im Zwei-Fach-Bachelorstudiengang Erziehungswissenschaft an der Universität Paderborn.

## Projekte und Funktionen
Sie ist an dem Aufbau eines internationalen und interdisziplinären Forschungsnetzwerkes zu Menschenrechtskonflikten beteiligt und leitete ein EU-Projekt zur Entwicklung und Evaluation von multiprofessionellen Trainingsmaßnahmen zur Prävention häuslicher Gewalt. Des Weiteren etablierte und leitet sie an der Universität Paderborn das ehrenamtliche Mentorenprogramm „Balu und Du“, das Kinder im Grundschulalter fördert, sowie die im Sommersemester 2009 gegründete erziehungswissenschaftliche Forschungswerkstatt.
Christine Freitag ist Mitglied der Steuergruppe des Nordverbunds Schulbegleitforschung sowie Vorstandsmitglied der Sektion Interkulturelle und International vergleichende Erziehungswissenschaft der DGfE. An der Universität Paderborn war sie zudem Vorsitzende des Promotionsausschusses.

## Publikationen

### Monografien
- (1995): Schule und Bildungshilfe in den Konzeptionen katholischer Missionsgesellschaften. Köln: Böhlau.
- mit M. Fiegert (1999): „...des Morgens Bäthet der Lehrer zu erst.“ Eine kommentierte Quellensammlung zur Geschichte des ländlichen Schulwesens im Osnabrücker Raum 1690–1865. Hrsg. vom Landkreis Osnabrück, Osnabrück.
- (2006): Vermittlung – Eine zentrale, aber vernachlässigte Kategorie professionellen Handelns in der internationalen Zusammenarbeit. Frankfurt/M.: IKO-Verlag.

### Herausgeberschriften
- C. Freitag/C. Solzbacher (Hrsg.): Wege zur Mündigkeit – Herausforderungen pädagogischer Professionalisierung. Osnabrück: Rasch 1999.
- C. Freitag/C. Solzbacher (Hrsg.): Anpassen, verändern, abschaffen? Schulische Leistungsbewertung in der Diskussion. Bad Heilbrunn: Klinkhardt 2001.
- C. Freitag/I. von Bargen (Hrsg.): Praxisforschung in der Lehrerbildung. Berlin/Münster: LIT 2012.
- zus. mit Merle Hummrich und Christine Riegel (Hrsg.): Raum, Macht und Differenz in gesellschaftlichen Transformationsprozessen: Perspektiven der interkulturellen und vergleichenden Erziehungswissenschaft. Themenheft der Zeitschrift Tertium Comparationis, Vol. 18, Nr. 1/2012. Münster: Waxmann Verlag.
- zus. mit Heidrun Bründel, Inge Michels, Wilfried Schubarth, Ludwig Stecher und Klaus-Jürgen Tillmann (Hrsg.): Schülerheft Gewalt. Jahresheft 2012. Seelze: Friedrich Verlag.

### Zeitschriftenaufsätze
- C. Freitag (2001): Erziehen und Unterrichten: Überlegungen zu den zentralen Aufgaben des Lehrers. In: Seminar – Lehrerbildung und Schule, 1/2001, S. 52–64.
- C. Freitag (2006): Friedensethik als Aufgabe für Ausbildung und Qualifizierung in der Kirche. Eine Annäherung in fünf Thesen. In: epd Dokumentation 25/2006.
- C. Freitag (2008): Lotsen, Schlichten, Medieren. Anregungen und Befunde zum Umgang mit Konflikten in der Schule. In: Pädagogik, 60. Jg., Heft 07–08/2008, S. 84–87.
- C. Freitag (2009): Zurück zur Meisterlehre? Beurteilen lernen und beurteilt werden am Ausbildungsort Schule. In: Seminar-Lehrerbildung und Schule 3/2009, S. 19–24.
- C. Freitag zus. mit Sarah Rölker (2010): Was ist eigentlich ein Kontext? Theoretische Überlegungen und empirische Annäherungen an die Frage der Kontextualisierung von Schule. In: Tertium Comparationis 2010/2, S. 24–49.
- C. Freitag (2012): „… daß sie mehr als Thier sind, welches man mit dem Stocke schlagen muß.“ Zur langwierigen Abkehr von Schulzucht und -züchtigung. In: Bründel, Heidrun / Freitag, Christine / Michels, Inge / Schubarth, Wilfried / Stecher, Ludwig / Tillmann, Klaus-Jürgen (Hrsg.): Schüler. Wissen für Lehrer. Jahresheft zum Thema Gewalt 2012. Seelze: Friedrich Verlag, S. 14–18.
- C. Freitag (2012): „Wenn meine Eltern nachts zanken, kann ich nicht schlafen.“ Kinder als Opfer von Gewalt in der Familie. In: Bründel, Heidrun / Freitag, Christine / Michels, Inge / Schubarth, Wilfried / Stecher, Ludwig / Tillmann, Klaus-Jürgen (Hrsg.): Schüler. Wissen für Lehrer. Jahresheft zum Thema Gewalt 2012. Seelze: Friedrich Verlag, S. 64–66.
- C. Freitag zus. mit Merle Hummrich und Christine Riegel (2012): Raum, Macht und Differenz – Einführung in das Themenheft. In: Freitag, Christine / Hummrich, Merle / Riegel, Christine (Hrsg.): Raum, Macht und Differenz in gesellschaftlichen Transformationsprozessen, S. 1–11.

### Aufsätze in Sammelbänden
- C. Freitag (2002): Lehrerbildung zwischen Fachwissenschaft, Fachdidaktik und Allgemeiner Didaktik. In: H. Macha/C. Solzbacher (Hg.): Welches Wissen brauchen Lehrer? Lehrerbildung aus dem Blickwinkel der Pädagogik, Bad Heilbrunn 2002, S. 205–214.
- C. Freitag (2002): Die Moderne Schule als Globalisierungsprodukt? Schulentwicklung aus der Perspektive interkulturell vermittelter Reformprozesse. In: W. D. Kohlberg (Hg.): Europäisches Handbuch reformpädagogischer Schulentwicklung, Osnabrück 2002, S. 275–280.
- C. Freitag (2002): Vom vorläufigen und beiläufigen Lernen. Anmerkungen zur Qualifizierung von Friedensfachkräften. In: Oekumenischer Dienst Schalomdiakonat (Hg.): 10 Jahre Oekumenischer Dienst, Wethen 2002, S. 18f.
- C. Freitag (2002): Historische Leitbilder der Lehrerbildung und ihre pädagogisch konturierten Gegenwartsbezüge. In: Toni Hansel (Hg.): Lehrerbildungsreform. Leitbilder einer alltagstauglichen Lehrerbildung. Herbolzheim (Centaurus) 2002, S. 46–62.
- C. Freitag (2004): Interkulturelle Kommunikationskompetenz als Ziel eines wissenschaftlichen Studiums? In: Harald Eichelberger / W.D. Kohlberg (Hg.): Bildungsmanagement und Schulentwicklung, Osnabrück 2004, S. 239–246.
- C. Freitag (2004): Ist Frieden der neue Name für Entwicklung? Herausforderungen und Grenzen der Evaluation von Maßnahmen des Zivilen Friedensdienstes. In: Sabine Klotz / Jan Gildemeister (Hg.): Die Evaluierung erwünschter und unerwünschter Wirkungen von Ziviler Konfliktbearbeitung, Heidelberg 2004, S. 7–19.
- C. Freitag (2005): Die Portfolio-Methode in der Lehrerbildung: Mögliche Reformen im Anschluss an eine aktuelle Diskussion. In: Monika Fiegert / Ingrid Kunze (Hg.): Zwischen Lehrerbildung und Lehrerausbildung. Texte zu Geschichte, Gegenwart und Zukunft der Lehrerbildung in Osnabrück, Münster (Lit) 2005, S. 173–180.
- C. Freitag (2007): Viele Leben, aber nur eine Schule? Theoretische Anmerkungen zu einem institutionellen Dilemma. In: C. Schomaker, R. Stockmann (Hg.): Der Sachunterricht und das eigene Leben, Bad Heilbrunn (Klinkhardt) 2007, S. 65–72.
- C. Freitag (2008): Provokationen und Reaktionen: Homogenisierungsprozesse in international vergleichender Perspektive. In: Hanna Kiper (u. a.): Lernarrangements für heterogene Gruppen. Lernprozesse professionell gestalten. Bad Heilbrunn: Klinkhardt (2008) S. 234–244.
- C. Freitag zus. mit von Bargen, Imke; Gorges, Jan Matti; Hollwedel, Kerstin; Jacobsen, Anja; Schmidt, Nina; Seitz, Simone (2008): Förderdiagnostik zwischen Selektion und Integration. In: Jahresband Schulbegleitforschung. Bremen. Landesinstitut für Schule. Bremen 2008.
- C. Freitag (2011): Wie muss die schulpraktisch orientierte Lehrerbildung die schulischen Veränderungen aufnehmen? In: Franz Hauzenberger, Manfred Rotermund (Hrsg.): Schulpraxisstudien in Europa. Leipzig 2011, S. 117–127.
- C. Freitag (2011): Religionssensible Schulkultur aus erziehungswissenschaftlicher Sicht. In: Gudrun Guttenberger / Harald Schröter-Wittke (Hrsg.): Religionssensible Schulkultur. Jena 2011, S. 285–294.
- C. Freitag (2012): Einleitung: Praxisforschung in der Lehrerbildung. In: Christine Freitag/Imke von Bargen (Hrsg.): Praxisforschung in der Lehrerbildung. Münster 2012, S. 11–20.
- C. Freitag zus. mit H. Müller-Kohlenberg, S. Drexler, S. Rölker (2013): Gesundheit als Merkmal ganzheitlicher Persönlichkeitsförderung im Mentorenprojekt Balu und Du. In: Schneider, Armin u. a. (Hrsg.): Soziale Arbeit – Forschung – Gesundheit. Forschung: bio-psycho-sozial. Opladen u. a. 2013, S. 97–113.